# Аристобул III
Аристобул III е първосвещеник на Израил през 36 година пр. Хр. и последният глава на династията на Хасмонеите.
Роден е през 53 година пр. Хр. Майка му Александра е дъщеря на тогавашния цар на Юдея Хиркан II, а баща му Александър – на неговия брат и предшественик Аристобул II. Смъртта на чичо му цар Антигон II през 37 година пр. Хр. слага край на управлението на Хасмонеите и за цар на евреите е обявен Ирод Велики, съпруг на сестрата на Аристобул III Мариамна. През 36 година пр. Хр. Ирод прави Аристобул III първосвещеник, но подозира него и майка му в измяна и подготовка на бягството им в Египет.
Аристобул III умира през 36 година пр. Хр., удавяйки се в басейн в Йерихон по време на организиран от майка му банкет, изглежда убит по заповед на Ирод.